# Josep Munné i Suriñà
Josep Munné i Suriñà, conegut amb el nom de Pep Munné, (Barcelona, 1953) és un actor de cinema, teatre i televisió català. Ha participat en nombroses pel·lícules, i ha assolit popularitat gràcies a la interpretació de papers protagonistes en sèries de televisió com El cor de la ciutat, Ventdelplà o El Súper, historias de todos los días. De jove va ser futbolista del planter del Futbol Club Barcelona.

## Biografia
Pep Munné nasqué l'any 1953 al barri de Sant Andreu de Barcelona, fill d'un igualadí, Josep Munné i Sampere, que als 18 anys anà a viure a Barcelona. Pep Munné heretà l'afició al futbol del seu oncle i del seu pare, que havia estat davanter centre del Sant Andreu, l'Espanyol i el Valladolid. En Pep es va formar amb l'infantil del Barça i va jugar amb el primer equip del RCD Mallorca (1971-72), el Calella, el Rayo Vallecano (1973-74) i la UE Sant Andreu.
Pep Munné va cursar estudis a l'Escola d'Art Dramàtic Adrià Gual, i tres mesos abans de començar el servei militar va ser seleccionat en unes proves per al musical Godspell. Deixà el futbol i començà a treballar en cinema i teatre a Madrid. Després d'una crisi matrimonial, i d'identitat, tornà a Catalunya i participà en obres de teatre com Mel Salvatge, Damunt l'herba, Pel davant i pel darrera, 30 d'abril i Danny i Roberta.
Posteriorment ha continuat una extensa carrera en cinema, teatre i televisió.

## Cinema
- 1975:  La trastienda (Jordi Grau)
- 1976:  Las delicias de los verdes años (Antonio Mercero)
- 1976:  Viatge al centre de la Terra (Viaje al centro de la Tierra) (Juan Piquer)
- 1976:  Call-girl (Eugenio Martín)
- 1976:  La menor (Pedro Masó)
- 1977:  El mirón (José Ramón Larraz)
- 1977:  Susana quiere perder... eso (Carlos Aured)
- 1978:  Tres en raya (Francisco Romá)
- 1979:  El hombre de moda (Fernando Méndez-Leite)
- 1979:  La muchacha de las bragas de oro (Vicente Aranda)
- 1979:  Sus años dorados (Emilio Martínez Lázaro)
- 1980:  Crónica de un instante (José Antonio Pangua)
- 1980:  Jet Lag (Vértigo en Manhattan) (Gonzalo Herralde)
- 1980:  La quinta del porro (Francesc Bellmunt)
- 1980:  Los embarazados (Joaquín Coll-Espona)
- 1983:  El Cid Cabreador (Angelino Fons)
- 1984:  La noche más hermosa (Manuel Gutiérrez Aragón)
- 1985: El rollo de septiembre (Mariano Ozores)
- 1985: La ràdio folla (Francesc Bellmunt)
- 1986:  La guerra de los locos (Manuel Matji)
- 1988:  L'amor és estrany (Carles Balagué)
- 1989:  La bañera (Jesús Garay)
- 1990: Què t'hi jugues, Mari Pili? (Ventura Pons)
- 1991:  Visiones de un extraño (Enrique Alberich)
- 1991: Dripping" (Vicent Monsonís)
- 1992: El caçador furtiu (Carles Benpar)
- 1993:  Barcelona (Whit Stillman)
- 1994:  Sombras paralelas (Gerardo Gormezano)
- 1997: Frau Rettich, die Czerni und ich (Markus Imboden)
- 1998: Los amantes del Círculo Polar (Julio Medem)
- 2003: Pas si grave (Bernard Rapp)
- 2004:  El inspector Rupérez y el caso del cadáver sin cabeza (Álvaro Sáenz de Heredia)
- 2004: La puta y la ballena (Luís Puenzo)
- 2005:  Sin ti, de Raimon Masllorens
- 2005: Lifting de corazón, d'Eliseo Subiela
- 2006: Trastorno, de Fernando Cámara
- 2009: El niño pez, de Lucía Puenzo

## Teatre
- 2005 - "Camille Claudel", dramatúrgia i direcció. Pep Munné
- 2003/2004 - "Las rosas de papel", de Jaime Gil de Biedma. Dir. Pep Munné
- 2003 - "Don Juan Tenorio", Dir. Ángel Fdez. Montesinos. Teatro María Guerrero/CDN ("Don Juan")
- 2001/2002 - "Dulce pájaro de juventud" de Tennessee Williams. Dir. Alfonso Zurro
- 1999/2000 - "¿Quién teme a Virginia Woolf?, d'Edward Albee. Dir. Adolfo Marsillach
- 1998 - "Los enamorados", de Goldoni. Dir. Miguel Narros
- 1997 - "Ivanov", d'Anton Txékhov. Dir. Gennadi Korotkov
- 1995 - “Cristales Rotos”, d'Arthur Miller. Dir. Pilar Miró
- 1994 - “La confessió de Stavroguin”, de Fiódor Dostoievski. Dir. Josep Costa (TUB)
- 1994 - “Cuentos de los bosques de Viena” d'Odon von Horvath. Dir. Pep Munné
- 1993 - “Cartas de amor”, d'A.R. Gurney. Dir. Josep Costa (TUB)
- 1992 - “Trío en Mi bemol”, d'Eric Rohmer. Dir. Fernando Trueba. (Centro Dramático Nacional)
- 1992 - "No val a badar”, (“Speed-the-plow”) de David Mamet. Dir. Ricard Reguant TUB
- 1990 - “Las tres hermanas”, d'Anton Txékhov. Dir. Pierre Romans (Cia. Josep Maria Flotats)
- 1990 - “Maria Stuard”, de Schiller. Dir. Josep Montanyès (Cia Teatre Lliure)
- 1989 - “Johnny cogió su fusil”, de Dalton Trumbo. Dir. Josep Costa (TUB)
- 1988 - “El manuscrit d'Ali-Bei”, de Josep Maria Benet i Jornet. Dir. Josep Montanyès. (Teatre Lliure)
- 1988 - “Danny y Roberta”, de John Patrick Shanley. Dir. Josep Costa (TUB)
- 1987 - “El 30 d'abril”, de Joan Oliver. Dir. Pere Planella (Cia. Teatre Lliure)
- 1986 - “Mel salvatge”, d'Anton Txékhov. Dir. Pere Planella
- 1986 - “Damunt l'herba”, de Guillem Jordi Graells. Dir. Pere Planella
- 1983 - “Cuentos de los bosques de Viena” d'Odon von Horvath. Dir. Antonio Larreta
- 1982 - “La Tempestad”, de William Shakespeare. Dir. Jorge Lavelli. (Cia. Núria Espert)
- 1981 - “El rey Lear”, de William Shakespeare. Dir. Miguel Narros
- 1980 - “Hamlet”, de William Shakespeare. Dir. Pere Planella
- 1980 - “Macbeth”, de William Shakespeare Dir. M. Narros
- 1979- “La Gaviota”, d'Anton Txékhov. Dir. Hermann Bonnin
- 1978 - “La Celestina”, de F. de Rojas / Camilo José Cela. Dir. José Tamayo
- 1978 - “El zoo de cristal”, de Tennessee Williams. Dir. José Luis Alonso
- 1977 - “Los Gigantes de la Montaña”, de Luigi Pirandello. Dir. M. Narros
- 1974 - “Godspell” Autor i director: John Michael Tebelak

## Televisió
- 2020 - Com si fos ahir Sèrie de TV3
- 2016 - La Riera Sèrie de TV3
- 2016 - Cites Sèrie de TV3
- 2010 - Bandolera Sèrie d'Antena 3
- 2009/2010 - Ventdelplà Sèrie de TV3
- 2009 - Amar en tiempos revueltos Sèrie de Diagonal TV per TVE
- 2009 - Acusados Sèrie de Telecinco
- 2008 - Zoo Sèrie TV3
- 2007 - El internado Sèrie d'Antena 3
- 2006 - Génesis: en la mente del asesino Sèrie de Cuatro
- 2004 - Viure de mentides (Jorge Algora) Telefilm
- 2004 - De moda (Jordi Frades) Sèrie de Diagonal TV per la FORTA. Col·laboració
- 2000/2003 - El cor de la ciutat (sèrie TV3)
- 2002 - Sincopado, tv movie de Miguel Milena
- 2000 - Periodistas Sèrie Tele 5
- 1999 - La familia, 30 años después, de Pedro Masó. TV movie per Antena 3 TV
- 1998/1999 - El Súper Sèrie Tele 5. (Orestes Lara)
- 1997 - Dones d'aigua (Antoni Verdaguer) Sèrie TV3
- 1996/1997 - Loco de atar (Lluis Ma. Güell) Sèrie TVE
- 1996 - Per a què serveix un marit? (Rosa Vergés) Sèrie TVE
- 1995/1996 - Rosa (Enric Banqué) Sèrie TV3
- 1995 - Pedralbes Centre (Jordi Frades) Sèrie TV3
- 1994 - Estació d'enllaç Sèrie TV3
- 1993 - Xènia (Ricard Reguant) Sèrie TV3
- 1992 - Menos lobos (José Pavón) TVE
- 1984 - Anillos de oro (Pedro Masó) Sèrie TVE
- 1984 - Una parella al vostre gust Sèrie TVE
- 1975 - Este señor de negro (Antonio Mercero) TVE
- 1975 - El retrato de Dorian Gray (Jaime Chavarri) Sèrie TVE

## Premis
- Millor Actor teatral per "Danny i Roberta" de l'Associació d'Espectadors de Teatre d'Alacant
- Premi al millor actor cinematogràfic de l'any de l'Associació d'Actors i Directors Professionals de Catalunya per “Visiones de un extraño”